# 中国科学院上海应用物理研究所
中国科学院上海应用物理研究所是专门从事民用非动力核技术研究的中国国有科研机构，以光子科学、核科学技术及相关交叉学科研究为主，隶属于中国科学院。

## 历史
曾用名中国科学院上海理化研究所、中国科学院原子核研究所、中国科学院上海原子核研究所。
上海光源划归中国科学院上海高等研究院。

## 研究领域
研究所设有钍基核裂变能全国重点实验室等研究机构。
- 加速器科学和技术
- 先进光子科学
- 核物理与民用非动力核技术
- 前沿交叉学科

## 研究成果
| 年度 | 项目名称                                                   | 获奖类别                   | 链接                   |
| ---- | ---------------------------------------------------------- | -------------------------- | ---------------------- |
| 2013 | 上海光源国家重大科学工程                                   | 国家科学技术进步奖（一等） | （页面存档备份，存于） |
| 2016 | 重离子碰撞中的反物质探测与夸克物质的强子谱学与集体性质研究 | 国家自然科学奖（二等）     | （页面存档备份，存于） |
| 2016 | 生物分子界面作用过程的机制、调控及生物分析应用研究         | 国家自然科学奖（二等）     | （页面存档备份，存于） |

## 钍基熔盐堆核能系统

### 小型模块化钍基熔盐堆研究设施
| 文件名称 | 文件编号 | 发布机关 | 发布日期 |
| -------- | -------- | -------- | -------- |
|          |          |          |          |

### 2MWt液态燃料钍基熔盐实验堆
| 文件名称                                                                 | 文件编号              | 发布机关     | 发布日期       |
| ------------------------------------------------------------------------ | --------------------- | ------------ | -------------- |
| 关于颁发2MWt液态燃料钍基熔盐实验堆运行许可证的通知                       | 国核安发〔2023〕100号 | 国家核安全局 | 2023年6月7日   |
| 关于2MWt液态燃料钍基熔盐实验堆环境影响报告书（运行阶段）的批复           | 环审〔2023〕46号      | 生态环境部   | 2023年6月7日   |
| 关于批准《2MWt液态燃料钍基熔盐实验堆建造阶段质量保证大纲》（V2.4）的通知 | 国核安发〔2022〕150号 | 国家核安全局 | 2022年8月11日  |
| 关于批准《2MWt液态燃料钍基熔盐实验堆调试大纲》（V1.3版）的通知           | 国核安发〔2022〕146号 | 国家核安全局 | 2022年8月2日   |
| 关于颁发2MWt液态燃料钍基熔盐实验堆建造许可证的通知                       | 国核安发〔2020〕20号  | 国家核安全局 | 2020年1月13日  |
| 关于2MWt液态燃料钍基熔盐实验堆环境影响报告书（建造阶段）的批复           | 环审〔2019〕149号     | 生态环境部   | 2019年11月29日 |
| 关于同意开展2MWt液态燃料钍基熔盐实验堆相关核安全设备活动的复函           | 国核安函〔2019〕55号  | 国家核安全局 | 2019年7月31日  |
| 关于颁发2MWt液态燃料钍基熔盐实验堆场址选择审查意见书的通知               | 国核安发〔2018〕322号 | 国家核安全局 | 2018年11月30日 |
| 关于2MWt液态燃料钍基熔盐实验堆环境影响报告书（选址阶段）的批复           | 环审〔2018〕121号     | 生态环境部   | 2018年11月26日 |
| 关于钍基熔盐实验堆以Ⅱ类研究堆开展前期工作有关问题的复函                  | 国核安函〔2015〕128号 | 国家核安全局 | 2015年11月26日 |

## 历任所长[20]
- 苏平（1960年－）
- 张家骅（1981年－1984年）
- 程晓伍（1984年－1987年）
- 杨福家（1987年－2001年）
- 徐洪杰（2001年－2009年）
- 赵振堂（2009年－2018年）
- 戴志敏（2019年－）